# Anahit Corona
L'Anahit Corona è una struttura geologica della superficie di Venere.